# Медаль «За достойную службу» (Южный Вьетнам)
Медаль «За достойную службу» — военная награда Южного Вьетнама.

## Описание
Медалью «За достойную службу» награждались за значительное военное достижение в бою и военной службе. Награждались также и военнослужащие армии США.
Медаль учреждена в 1950 году, последнее награждение состоялось в 1974 году.
Каждый из трех видов войск в армии Южного Вьетнама выпускал собственную версию медали.